# Heinz Oskar Vetter

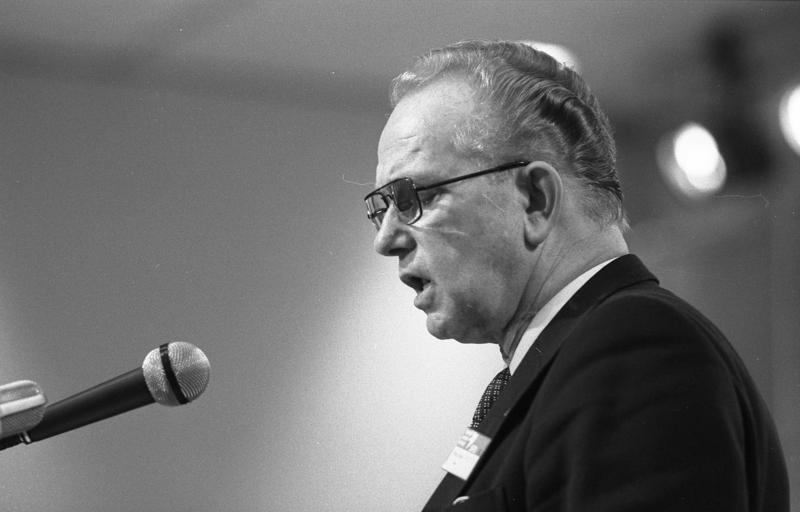
Heinz-Oskar Vetter, 1978

Heinz Oskar Vetter (* 21. Oktober 1917 in Bochum; † 18. Oktober 1990 in Mülheim an der Ruhr) war ein deutscher Gewerkschafter und Politiker (SPD), der vom 21. Mai 1969 bis zum 21. Mai 1982 als Vorsitzender des Deutschen Gewerkschaftsbundes amtierte und ab 1979 Mitglied des Europäischen Parlaments war.

## Leben
Heinz Oskar Vetter, Sohn von Martha Vetter, geborene Berge, und Oskar Vetter, der lange Zeit führendes Mitglied der Baptistengemeinde von Bochum-Werne, frühes Mitglied der NSDAP und zuletzt  Stadtoberinspektor war. Heinz Oskar Vetter, besuchte die Volksschule, wechselte 1933 von der christlichen Jugend zum Jungvolk der NSDAP. 1937 brachte er es zum Jungstammführer.
Vor dem Zweiten Weltkrieg arbeitete Vetter nach einer Maschinenschlosserlehre zunächst als Schlosser im Bergbau und bereitete sich auf das Abitur vor, dessen Prüfung er 1939 bestand. Während des Krieges war er von 1940 bis 1945 Leutnant bei der Luftwaffe, Panzeraufklärer und zuletzt Oberleutnant. Nach kurzer Kriegsgefangenschaft kehrte er 1946 in seinen ursprünglichen Beruf als Grubenschlosser zurück.
Nach dem Besuch der gewerkschaftsnahen Akademie für Gemeinwirtschaft (Akademie für Wirtschaft und Politik) von 1949 bis 1951 wurde er 1952 Gewerkschaftssekretär bei der IG Bergbau und Energie. Im Jahr 1960 rückte er als Mitglied und geschäftsführend in den Vorstand seiner Gewerkschaft auf, deren Zweiter Vorsitzender er 1964 wurde.
Im Jahr 1969 wählte der DGB Vetter zum (Ersten) Vorsitzenden seines Bundesvorstandes. Darüber hinaus war er von 1970 bis 1979 Präsident des Europäischen Bundes Freier Gewerkschaften und bekleidete von 1974 bis 1979 das Amt eines Präsidenten des Europäischen Gewerkschaftsbundes in Brüssel. 1979 wählte ihn der Internationale Bund Freier Gewerkschaften, der seinen Sitz gleichfalls in Brüssel hat, zu seinem Vizepräsidenten. Sein Nachfolger als DGB-Vorsitzender wurde 1982 Ernst Breit.
Heinz O. Vetter hatte Aufsichtsratsmandate (unter anderem seit 1982 bei der SPD), war Aufsichtsratsvorsitzender des dem DGB gehörenden Bau- und Wohnungsunternehmen Neue Heimat und in dessen Affäre verwickelt.
Neben seiner Tätigkeit als Gewerkschafter war Heinz Oskar Vetter auch als Politiker für die SPD aktiv, deren Mitglied er seit 1953 war. Im Jahr 1979 wurde er für die Partei ins Europaparlament gewählt, wo er zehn Jahre lang der sozialistischen Fraktion angehörte.
Vetter war auch Mitglied der Trilateralen Kommission.
Er war evangelisch, ab 1947 mit Lieselotte Vetter, geborene Bleil, verheiratet, hatte eine Tochter (Cornelie), lebte und starb in Mülheim.

## Ehrungen
- 1969: Verdienstkreuz 1. Klasse der Bundesrepublik Deutschland
- 1973: Großes Verdienstkreuz der Bundesrepublik Deutschland[3]
- 1975: Stern und Schulterband zum Großen Verdienstkreuz der Bundesrepublik Deutschland
- 1976: Ehrendoktorwürde der Universität Haifa
- 1982: Großkreuz des Verdienstordens der Bundesrepublik Deutschland
- 1988: Verdienstorden des Landes Nordrhein-Westfalen[4]

## Veröffentlichungen
- Gleichberechtigung oder Klassenkampf: Gewerkschaftspolitik für die achtziger Jahre. Redaktionelle Gestaltung: Walter Fritze. Bund-Verlag, Köln 1980, ISBN 3-7663-0415-1.
- als Hrsg.: Humanisierung der Arbeit als gesellschaftspolitische und gewerkschaftliche Aufgabe. Protokoll der Konferenz des Deutschen Gewerkschaftsbundes vom 16. und 17. Mai 1974 in München. Europäische Verlagsanstalt, Frankfurt am Main 1974, ISBN 3-434-10068-7.
- als Hrsg.: Aus der Geschichte lernen – die Zukunft gestalten. Dreißig Jahre DGB. Protokoll der wissenschaftlichen Konferenz zur Geschichte der Gewerkschaften vom 12. und 13. Oktober 1979 in München. Bund-Verlag, Köln 1980.
- Gewerkschaftspolitik in den achtzigen Jahren. In: Norbert Aust, Björn Engholm, Heinz Kluncker, Heinz Oskar Vetter u. a. (Hrsg.): Bildungsauftrag und Berufspraxis. Beiträge zur wirtschafts- und sozialpolitischen Aufgabe der HWP. Leske Verlag + Budrich, Opladen 1982, S. 121–131.